# Consiglio di Stato della Repubblica di Crimea
Il Consiglio di Stato della Repubblica di Crimea (in russo: Госуда́рственный Сове́т Респу́блики Крым, in ucraino: Державна Рада Республіки Крим, in tatro di Crimea: Къырым Джумхуриетининъ Девлет Шурасы), sedicente erede del Consiglio supremo della Repubblica autonoma di Crimea (soppresso nel marzo 2014 dal parlamento ucraino), è il parlamento unicamerale della Repubblica di Crimea, passata nel 2014 dall'amministrazione ucraina a quella russa a seguito dell'occupazione russa della Crimea.
L'attuale presidente è Vladimir Andreevič Konstantinov, già presidente del precedente organo ucraino, rieletto il 20 settembre 2019 e il 12 settembre 2024.
Il Consiglio ha sede presso l'edificio amministrativo del Consiglio supremo della Crimea nel centro di Simferopol.
A seguito degli eventi del 2014, la Crimea è un territorio attualmente conteso tra Russia e Ucraina, con la prima che amministra il territorio nonostante la maggior parte degli Stati continuino a riconoscere la regione come ucraina.
Durante il lasso di tempo in cui la Crimea è stata controllata dall'Ucraina, il Consiglio di Stato è stato incapace di nominare autonomamente il Primo Ministro della Crimea, riuscendovi solamente con il parere e il consenso del Presidente dell'Ucraina. Tale restrizione non venne ben accolta dal Consiglio e dai suoi componenti, creando una durevole spaccatura tra essi e il governo nazionale dell'Ucraina.
Col verificarsi dell'annessione della Crimea alla Russia, l'edificio del Consiglio di Stato è stato posto sotto sequestro da parte di individui armati pro-Russia. Sotto il loro controllo, il Consiglio ha rimosso l'allora Primo Ministro indicato dal governo ucraino, nominando unilateralmente al suo posto il politico russo Sergej Aksënov. Lo scioglimento è stato causato anche dalla convinzione che il Consiglio di Stato della Crimea avesse collaborato con delle truppe russe nella regione contro le autorità ucraine. Nei giorni successivi il Consiglio di Stato della Crimea ha riunificato la propria giurisdizione territoriale con la città di Sebastopoli in un'unica nazione e ha dichiarato unilateralmente la propria indipendenza dall'Ucraina a seguito di un referendum nel 2014. Questa nuova nazione fece ingresso successivamente all'interno della Federazione Russa, la quale ha inserito il Consiglio di Stato della Crimea all'interno di un nuovo soggetto federale della Russia, la Repubblica di Crimea.

## Storia e funzioni

### Dal 1988 al 2014
Il Consiglio supremo della Crimea era regolato da una legislazione approvata dal Parlamento ucraino il 10 febbraio 1988. Il Consiglio non godeva dell'iniziativa legislativa, ma ai sensi della Costituzione della Repubblica autonoma della Crimea esso era autorizzato a fissare le proprie elezioni.
Le modalità con cui i membri del Consiglio vengono eletti è stato cambiato diverse volte. A partire dalle elezioni parlamentari del 1988, venne introdotto un sistema maggioritario che tuttavia venne criticato per non fornire una appropriata rappresentanza proporzionale delle minoranze della Crimea, in particolare della minoranza tatara di Crimea.

### All'alba dell'annessione della Crimea alla Russia nel 2014
Il 27 febbraio 2014, nel corso della crisi in Crimea, Refat Chubarov, leader del corpo rappresentativo Mejlis della Popolazione tatara di Crimea, e un membro del Consiglio dei Ministri della Crimea affermarono che degli uomini armati avessero preso il controllo dell'edificio del Consiglio supremo della Crimea sulla Karl Marx Street e dell'edificio del Consiglio dei Ministri su Kirov Avenue nel centro di Sinferopoli.
Cinquanta uomini armati occuparono gli edifici, si barricarono al loro interno e installarono delle mitragliatrici all'entrata principale. Roman Sohn, dell'EUobserver, scrisse che, "[gli uomini armati] hanno lasciato entrare [il Portavoce del Consiglio] e i membri del presidio della legislatura della Crimea, negando al contempo l'ingresso ai funzionari degli uffici dell'esecutivo."
Il Consiglio procedette a convocare una sessione d'emergenza e approvò una mozione di sfiducia al Consiglio dei Ministri e adottò una risoluzione per porre fine ai suoi poteri esecutivi. Tale sessione, tuttavia, venne descritta da Roman Sohn come "essere sotto assedio e in violazione di ogni giusto processo."  Il Consiglio dismise il Presidente e il Primo Ministro della Crimea, Anatolii Mohyliov, ai sensi dell'articolo 136 della Costituzione dell'Ucraina, e lo sostituì de facto con Sergej Aksënov, leader del partito "Russian Unity". Tale atto generò vari dibattiti all'interno della comunità internazionale, in quanto la Costituzione dell'Ucraina prevede che il Consiglio supremo possa nominare il Primo ministro solamente in consultazione col Presidente dell'Ucraina. Il contenzioso si fondava sul disaccordo circa chi fosse il legittimo Presidente dell'Ucraina, con il governo appena insediato in Ucraina che considerava il neo-eletto Oleksandr Turčynov come Presidente ad interim, mentre il Consiglio supremo che considerava illegittima la nomina di Turčynov.
Il Consiglio successivamente ha deliberato per lo svolgimento di un referendum sull'indipendenza della Crimea. La data del referendum venne inizialmente fissata al 25 maggio 2014 in coincidenza delle elezioni presidenziali in Ucraina, per poi venire anticipata al 30 marzo e infine al 16 marzo del 2014. Olha Sulnikova, responsabile del dipartimento parlamentare per le informazioni e le analisi, riferì a dei telefonicamente dall'interno dell'edificio del Consiglio supremo che 61 dei 64 deputati registrati presenti votarono a favore dell'indizione del referendum e 55 a favore della risoluzione per la dismissione del governo.
Interfax-Ucraina riferì che "è impossibile sapere con certezza se tutti i 64 deputati del corpo legislativo di 100 membri fossero registrati come presenti quando le due risoluzioni sono state votate o se qualcun altro ha usato le tessere di voto di alcuni di essi" poiché a causa dell'occupazione armata del Consiglio supremo non era chiaro quanti membri del Consiglio fossero attualmente presenti. Il giornale norvegese Aftenposten suggerì che solo 36 deputati fossero effettivamente presenti alla procedura di voto; difatti gli allora deputati Nicolay Sumulidi e Irina Klyuyeva riferirono al giornale che il sistema che registrava i voti scrutinati segnasse che essi avessero votato nonostante non fossero lì presenti al momento. L'allora deputato Enver Abduraimov affermò che egli non entrò nell'edificio quando vide che gli uomini armati che avevano preso il controllo stavano sequestrando tutti i dispositivi di comunicazione ai deputati. Andriy Krysko, responsabile del ramo per la Crimea del Comitato degli elettori dell'Ucraina, annunciò che nessuno del segretariato del Consiglio fosse nell'edificio al momento della votazione.
Il Presidente del Consiglio supremo della Crimea, Vladimir Andreevič Konstantinov, e il nuovo Primo ministro Sergej Aksënov annunciarono la propria contrarietà al riconoscimento della deposizione di Viktor Yanukovyč dalla carica di Presidente dell'Ucraina, ritenendolo il legittimo Presidente. Aksënov aggiunse che essi avrebbero seguito le indicazioni di Yanukovyč.
Il 1º marzo 2014, il Presidente ad interim dell'Ucraina, Oleksandr Turčynov, ha firmato un decreto che sanciva l'incostituzionalità della nomina di Aksënov.
Il 15 marzo 2014, il Parlamento dell'Ucraina, la Verchovna Rada, ha sciolto il Consiglio supremo della Crimea revocando i suoi poteri. Il decreto è stato votato un totale di 278 deputati sui 296 registrati come presenti.

## Poteri e autorità

### Prima del 2014
Il Consiglio supremo aveva il potere di risolvere qualsiasi causa ai sensi della Costituzione dell'Ucraina, della Costituzione della Crimea e delle normative ucraine entro i termini di riferimento della Repubblica Autonoma, tranne quelle per la cui risoluzione è necessario un referendum locale o l'intervento del Consiglio dei ministri della Crimea e di altri organi esecutivi della repubblica.
I poteri specifico del Consiglio supremo erano i seguenti:
1. Adottare la Costituzione della Repubblica autonoma di Crimea, assieme con la pubblicazione della stessa per l'approvazione da parte del Consiglio supremo della Repubblica autonoma della Crimea, e di atti legali, e di atti statutari, con l'apportare modifiche ed emendamenti alla stessa, e delucidazione della procedura di applicazione; determinazione della procedura e garanzia del controllo dell'attuazione della Costituzione della Repubblica autonoma della Crimea e degli atti statutari del Consiglio Supremo della Repubblica autonoma della Crimea nell'ambito del suo mandato;
2. Convocare la regolare elezione dei deputati del Consiglio supremo della Repubblica autonoma della Crimea e approvare la composizione del comitato elettorale della Repubblica autonoma della Crimea;
3. Approvare una risoluzione sullo svolgimento di un referendum locale concernente la repubblica;
4. Determinare la procedura di amministrazione dei beni inseriti nei libri contabili della Repubblica autonoma della Crimea;
5. Stilare l'elenco dei beni della Repubblica autonoma della Crimea soggetti e non soggetti a privatizzazione;
6. Approvare il bilancio della Repubblica autonoma della Crimea e fare modifiche allo stesso, verificare la corretta esecuzione del bilancio, e approvare una risoluzione sulla relazione di esecuzione del bilancio
7. Istituire la Camera dei conti del Consiglio Supremo della Repubblica autonoma della Crimea per esercitare il controllo, a nome e per conto del Consiglio supremo della Repubblica autonoma della Crimea, sull'uso da parte degli organi esecutivi dei fondi di bilancio della Repubblica autonoma della Crimea; nominare e rimuovere il Presidente della Camera dei conti del Consiglio supremo della Repubblica autonoma della Crimea su richiesta del Presidente del Consiglio supremo della Repubblica autonoma di Crimea;